# 553 Kundry
Az 553 Kundry egy a Naprendszer kisbolygói közül, amit Max Wolf fedezett fel 1904. december 27-én.